# Лучшие американские фильмы-мюзиклы за 100 лет по версии AFI
AFI’s 100 Years of Musicals (англ. AFI's Greatest Movie Musicals) — один из рейтинговых списков цикла AFI 100 Years… Американского института киноискусства, включил в себя лучшие американские фильмы-мюзиклы. В отличие от прочих списков Института, данный список включает в себя всего лишь 25 наименований (вместо обычных ста) и не был представлен на какой-либо телевизионной программе. Оглашен в 2006 году.

## Список
1. Поющие под дождём / Singin' in the rain (1952)
2. Вестсайдская история / West Side Story (1961)
3. Волшебник страны Оз / The Wizard of Oz (1939)
4. Звуки музыки / The Sound of Music (1965)
5. Кабаре / Cabaret (1972)
6. Мэри Поппинс / Mary Poppins (1964)
7. Звезда родилась / A Star Is Born (1954)
8. Моя прекрасная леди / My Fair Lady (1964)
9. Американец в Париже / An American in Paris (1951)
10. Встреть меня в Сент-Луисе / Meet Me in St. Louis (1944)
11. Король и я / The King and I (1956)
12. Чикаго / Chicago (2002)
13. 42-я улица / 42nd Street (1933)
14. Весь этот джаз / All That Jazz (1979)
15. Цилиндр / Top Hat (1935)
16. Смешная девчонка / Funny Girl (1968)
17. Театральный фургон / The Band Wagon (1953)
18. Янки Дудл Денди / Yankee Doodle Dandy (1942)
19. Увольнение в город / On the Town (1949)
20. Бриолин / Grease (1978)
21. Семь невест для семерых братьев / Seven Brides for Seven Brothers (1954)
22. Красавица и Чудовище / Beauty and the Beast (1991)
23. Парни и куколки / Guys and Dolls (1955)
24. Плавучий театр / Show Boat (1936)
25. Мулен Руж! / Moulin Rouge! (2001)